# Américo Ferreira dos Santos Silva
Américo Ferreira dos Santos Silva (ur. 16 stycznia 1829 w Porto, zm. 21 stycznia 1899 tamże) – portugalski duchowny katolicki, kardynał, biskup Porto.

## Życiorys
Święcenia kapłańskie przyjął 26 września 1852. 26 czerwca 1871 został wybrany biskupem Porto, którym pozostał już do śmierci. Sakrę biskupią otrzymał 10 września 1871 w Lizbonie z rąk patriarchy Inácio do Nascimento Moraisa Cardoso (współkonsekratorami byli biskupi José Lino de Oliveira i José Luiz Alves Feijo). 12 maja 1879 Leon XIII wyniósł go do godności kardynalskiej, a 27 lutego 1880 nadał mu tytularny kościół Santi Quattro Coronati.